# Pinsà muntanyenc de Brandt
El pinsà muntanyenc de Brandt (Leucosticte brandti) és una espècie d'ocell de la família dels fringíl·lids (Fringillidae) que habita a prats alpins entre roques i estepes de muntanya a Kirguizstan, Tadjikistan, sud-oest de Sibèria, nord del Pakistan i de l'Índia, el Nepal, Bhutan, sud del Tibet, i oest de la Xina.